# Erythresthes bowringii
Erythresthes bowringii är en skalbaggsart som först beskrevs av Francis Polkinghorne Pascoe 1863.  Erythresthes bowringii ingår i släktet Erythresthes och familjen långhorningar. Inga underarter finns listade i Catalogue of Life.